# Чорний Потік (Берегівський район)
Чорний Поті́к (угор. Feketepatak) — село у Вилоцькій селищній громаді Берегівського району Закарпатської області України.
Колишня назва — Фекете Поток.

## Герб
У лазуровому щиті зелений дуб, що проростає із золотої корони. У зеленій горбкуватій базі, завершеній сріблом, чорна хвилеподібна балка, що зображає чорний потік (герб є промовистим).

## Історія
За усними переказами, вуглярі шукали таке місце для випалювання вугілля, аби і ліс добрий, і вода близько. Там, де тепер село – давно був ліс. На роки було з чого вугілля випалювати. А від вугілля вода у потоці, який протікав через ліс, була чорною, і назвали потік Чорним. Вуглярі на зрубах біля потоку стали будувати собі хижі – помалу виникло село. Назвали його Чорним Потоком.
Першими жителями села були Нірі, Йоно, Потокі. Їх імена носять окремі частини села і тепер. І зараз через село звивається потічок, який часто висихає, оголюючи і показуючи своє чорне дно, хоч вугілля вже давно не випалюють.
Деякі історики, в тому числі Ботлік Йожеф і Дупко Дєрдь, вказують, що в древні часи околиці села зайняло плем’я вождя Тугутума, а один його рід, а саме Форкоша Ігманда, утворив тут хутір. Під час татаро-монгольської навали в 1241-1242-х роках поселення було повністю спустошене.
Вперше в історичних документах село згадується в 1260 році. Зустрічаємося з його назвою, коли король Іштван У передав село у власність сину Тібо – Мікловшу з роду Гуткеледів.
Землевласники в 1567 році Імре Кун, Міклош і вдова Яношней Кун мали чотири цілі кріпацькі наділи та 6 желярських, Кун Ласло – 4 цілі кріпацькі наділи та 8 желярських. В 1775 році вже є 14 власників, серед яких – найбільші сім’ї Будаї, Уйгеї.
Під час турецької навали в 1717 році село постраждало відносно менше за інші – було взято в полон 3-х чоловік, всі вони повернулися додому.
Під час реформації село приєдналося до реформатської віри. Стара церква була побудована приблизно в 1670 році. Теперішня церква побудована в 1848 році, має 300 місць. Непридатні тепер для вживання, два дзвони виготовив майстер Егрі Ференц із Малих Геєвців. Куплена в 1930 році фісгармонія не функціонує, богослужіння проводять під акомпонемент електрооргану.
Останній великий ремонт був зроблений в 1997 році. У власності громади є стара споруда школи з 1800-х років. Зараз у ній знаходиться приміщення для проведення навчання основ релігії та Біблії. В ХХ столітті в церкві служили душпастирі: Корокної Іштван, Боднар Ласло, Сюк Шандор, Бочі Дюла, Ореймус Янош, Сабо Елемир, Горкої Борно, Гомокі Габор. Зараз громаду обслуговує пастор Гомокі Павло.

До села належали хутори: Громадський, Тігора і Гараста.

## Населення
Згідно з переписом УРСР 1989 року чисельність наявного населення села становила 992 особи, з яких 478 чоловіків та 514 жінок.
За переписом населення України 2001 року в селі мешкали 1073 особи.

### Мова
Розподіл населення за рідною мовою за даними перепису 2001 року:
| Мова       | Відсоток |
| ---------- | -------- |
| угорська   | 95,25 %  |
| українська | 3,45 %   |
| російська  | 0,56 %   |
| молдовська | 0,09 %   |
| інші       | 0,65 %   |

## Туристичні місця
- Боржавська вузькоколійка
- на території села є два каштани, яким за 160 років.